# Ludwig Schwecht

Ludwig Schwecht

Ludwig Schwecht (* 24. März 1887 auf Gut Dirlau bei Vettweiß; † 10. Mai 1960 ebenda) war ein deutscher Offizier, Gutsbesitzer und Politiker (DNVP).

## Leben und Beruf
Nach dem Volksschulabschluss und dem Besuch des Gymnasiums trat Schwecht 1906 in die Preußische Armee ein, wurde zunächst Fahnenjunker und war seit 1908 Leutnant im Fußartillerie-Regiment Nr. 3 in Mainz. Von 1914 bis 1918 nahm er als Soldat am Ersten Weltkrieg teil. Während des Krieges wurde er als Regimentsadjutant, Batterieführer und Gruppenführer eingesetzt. 1915 erhielt er die Ernennung zum Oberleutnant, 1917 die zum Hauptmann. Zuletzt war er Stabsoffizier der Schweren Artillerie beim Oberkommando der Heeresgruppe Herzog Albrecht von Württemberg.
Schwecht verließ die Armee im Mai 1919. Im Anschluss war er als praktischer Landwirt tätig und besaß das Gut Dirlau bei Vettweiß. Seit 1929 war er Mitglied im Präsidium der Vereinigung des Rheinischen Bauernvereins und Vorsitzender des Rheinischen Landbundes. Des Weiteren war er Mitglied der Landwirtschaftskammer der Rheinprovinz.

## Partei
In der Weimarer Republik gehörte Schwecht der DNVP an. Nach 1945 trat er der DKP-DRP bei. An den Verhandlungen der DKP-DRP mit der Deutschen Partei und der hessischen Nationaldemokratischen Partei am 1. Juli 1949 über einen gemeinsamen Wahlantritt zur Bundestagswahl 1949 nahm Schwecht für seine Partei gemeinsam mit Wilhelm Jaeger, Eldor Borck, Leonhard Schlüter, Lothar Steuer und Adolf von Thadden teil. Obwohl die Pläne recht weit gediehen waren, scheiterten sie schlussendlich. Grund war die Erklärung der britischen Militärregierung, eine Fusionspartei werde keine Lizenz erhalten und könne somit nicht zur Wahl antreten.

## Abgeordneter
Schwecht war von 1924 bis 1933 Mitglied des Preußischen Landtages. Bei der Reichstagswahl im September 1930 wurde er in den Deutschen Reichstag gewählt, dem er bis zu seiner Mandatsniederlegung am 21. Dezember 1930 angehörte.